# Recès
Un recès (du latin recessus « départ, congé » ; en allemand : Abschied ou Rezess) est le nom donné aux procès-verbaux des anciennes diètes germaniques comprenant toutes les décisions de l'assemblée. Pour l'approbation formelle en tant que droit public, ils étaient remis aux délégués au moment où l'assemblée se séparait, d'où leur nom.
Les recès furent émis par la Diète d'Empire et les diètes des États impériaux, ainsi que par la diète fédérale de la Confédération suisse et les diètes des cantonales comme celles du Valais ou des Grisons. Les « recès de la Hanse » (Hanserezesse) ont été adoptés par le Hansetag, la réunion des villes hanséatiques. D'autres assemblées représentatives ou d'ordres (Parlement anglais, Cortes espagnoles, États généraux et provinciaux en France) connurent des systèmes analogues.
Les recès les plus connus sont :
- le Recès de la Diète d'Empire de 1654 désigne la résolution de la dernière séance de la Diète d'Empire de 1653-1654 à Ratisbonne, puisque la diète suivante, convoquée en 1663, n'est plus dissoute (d'où son nom de Diète perpétuelle d'Empire) et ne peut donc plus émettre de recès ;
- le Recès de la Diète d'Empire de 1803 désigne la résolution de la dernière séance de la Diète perpétuelle d'Empire le 25 février 1803, et qui ordonne la sécularisation et la médiatisation d'un certain nombre d'États du Saint-Empire.